# Кят-кала
Кят-кала (Кят, Шаватский Кят) — городище в Узбекистане.
Городище расположено в 24 км от Ургенча на территории Шаватского района Хорезмской области. В дошедших до наших дней письменных источниках упоминание о Шаватском Кяте находим в позднесредневековых хрониках, в частности, в источниках XVII—XIX вв. Хивинский историк Шермухаммад Мираб, известный под псевдонимом Мунис, упоминает о Кяте в связи с описанием событий XVII в. По его рассказу в период царствования Ануши (1663—1683) правобережный город Кят остался без воды. Поэтому Хан приказал прорыть на левом берегу Амударьи канал, получивший название Ярмыш (ныне Туркман-Ярмыш), и построил здесь крепость. Жители старого города переселились в новый Кят. В XVIII в. город Кят был одним из пяти (Бешкала) сильно укрепленных крепостей Хивинского ханства.
О Кяте также упоминают русские купцы, ученые и военные, побывавшие в Хивинском ханстве в XVII—XIX вв. В 1715 г. А. Б. Черкасский впервые нанес на чертеж. Город Кят на карте Страленберга, обозначен между городами Хазарасп и Ургенч (1720 г.). При составлений данный карты были использованы данные участников экспедиций Бековича-Черкасского.
Городище Кят приводится также в карте И.Муравина (1740—1741 г), место расположения которой указывается в 10 верстак к югу от Гурлена.
О Кяте, как левобережный город Хорезма имеется упоминания у самарского купца Д. Рукавкина побывавший в 1753 г. в Хивинском ханстве.
В 1842 г. в Хивинском ханстве побывали посольство под руководством Г. И. Данилевского. По Г. И. Данилевскому Кят расположен в 36½ верстак на севере от города Хивы; построен, на небольшой возвышенности и окружен четырёхугольной стеной, имеющей в окружности до 500 сажень. В восточной стороне находятся ворота и сторожевая башня: внутри около 50 различных глиняных домов.
Городище Кят в карте, который составлен И.Базинером, расположен на берегу канала Ярмыш.
Передает сведения о Кяте также В. В. Григорьев: «Кят от Шавата в 15 верст вниз по тому же каналу построен. Сей город обведен глиняною стеною и рвом с одними воротами; в нём две мечети, дворов до 30, жителей 1500 человек».

О левобережном Кяте имеется описание у участника Кавказского отряда Алиханова-Аварского. Он участвовал в походе русских войск против Хивинского ханство и оставил описание левобережного Кята: 
«За городом, на возвышении, имеющем форму земляной пирамиды, усеченной на высоте приблизительно ста футов расположены высокие крепостные стены, имеющие, около полутораста сажен, по каждому фасу. Замечательно, что этот колоссальный, так сказать, пьедестал крепости, обнесенный глубоким рвом, искусственный и, если верить жителем самого Кята, насыпан из земли, извлеченной при проведении канала Ярмыш. На восточном фасе крепостной ограды расположены три полукруглые башни. На одной из них ещё несколько сажен возвышается четырёхугольная деревянная вышка, а между двумя остальными расположены единственные ворота».
В 1873 году Александр Каульбарс занимаясь изучением гидрографии низовьев Амударьи, нанес на карту город Кят.
В начале 30-х годов XX века В.Соколов изучал древние русла в низовьях Амударьи. Впоследствии работ он зафиксировал и описал левобережный Кят и другие памятники древности.
1958—1960 гг. возглавляемый П. П. Снесаревым, Узбекский этнографический отряд ХАЭЭ ИЭ АН СССР, собрал фольклорный материал, относящийся к городу Кят. Одновременно он собрал и подъемный керамический материал на территории памятника. Однако эти данные о городище не были опубликованы.
В 1973—1974 гг. в связи с начатием систематического археологического изучения Хорезмской области был исследован и городище Кят. Работы вели сотрудники отдела археологии КФ АН УзССР М. Мамбетуллаев, Ю. П. Манылов, Н.Юсупов, Г.Хожаниязов и другие. На территории памятника были заложены два шурфа, в результате чего выяснено три строительных этапа в развитии города: IV—III вв. до н. э., VII—VIII вв.н. э. и IX—XI вв.н.э.
1986—1987 гг. сотрудники Института Реставрации (ГлавНПУ РУз) провели широкомасштабные археологические работы в юго-восточном углу городища. Были вскрыты помещения, а также вскрыты башни юго-восточной, юго-западной и одна башня в северной части памятника. Открытые помещения и башни отнесены к IV—III вв. до н. э. Исследователи предлагали свою реконструкцию города в период IV—III вв. н. э. Кроме того они отождествляли городище Кят левобережный со средневековый Гаушфиндиз.
В 1994 году совместно сотрудники Хорезмского регионального отдела института Археологии и Ургенчского государственного университета провели археологические раскопки в середине северной части городища и в юго-западной части оборонительной стены.
С 2002 по 2011 годы в этом памятнике переменами продолжаются раскопки выше указанными учреждениями, а также академией Мамуна филиала АН РУз.
В 2002—2004 гг. была обследована северо-восточная часть городища. Во время раскопа выявилась 3 помещения и 1 коридор позднеантичного периода. Стены помещении построились из сырцовых кирпичей размером 38 Х 38 Х 10 см. В результате работ были найдены керамика позднеантичного, раннесредневекового времени, а также уникальная монета Хорезмского царя Артава датируемого I—III вв. н.э.
В связи с изучением городской культуры средневековья 2005 году в Кят-кале сотрудники Хорезмского регионального отдела Института Археологии АН РУз совместно с Ургенчским Государственным Университетом начали археологические раскопки на центральной части городища, где предполагалось местонахождение мечети. На этом раскопе работы продолжались переменами в 2007 и 2009 годах. В 2009 году раскопки производились уже по проекту Хорезмской академии Мамуна.
В результате археологических исследовании в Джума мечети был выявлен два молельных зала, зимний и летный, а также двор, тахаратханы, хозяйственное помещение и худжры. Окна были из ажурной ганчевой панджары. Мечеть в плане представляет собой трапециевидную форму, с размерами снаружи 25,65 (южная стена) х 34,1 (восточная) х 22,5 (северная) х 35,15 м (западная). Стены мечети были воздвигнуты на уплотненном поверхности из пахсы с фундаментом из жжёных кирпичей, разных размеров.
В 2010 году к юго-западу от мечети исследованный продолжались в новом раскопе (Р № 7). В результате раскопок по всему периметру раскопа в большей части выявлена платформа из сырцовых кирпичей (размерами 40 х 40 х 10 см, 42 х 42 х 11 см). Раскоп в основном был ограничен зачисткой по поверхности платформы для выяснения полной планировки в последующих исследованиях. Только в некоторых местах углубление довелось до поверхностных уровней. Платформа была открыта частично. По всему периметру открытой площади выявлено 12 ям, среди которых имеется и мусорные с костями и керамикой позднего периода (XVIII—XIX вв.). Ямы обнаружены в основном в восточной части раскопа. Из-за этих ям было разрушена поверхность платформы, и кладки сырцовых кирпичей сохранились на разном уровне. Полная конструкция и функция платформы пока невыявлено, возможно это связано с ритуальными обрядами. Чтобы сделать окончательный вывод, в последующих годах тут надо продолжить раскопки. По имеющимся материалам можно сказать, что платформа возможно было воздвигнуто в I—III вв.
Одновременно в этом году на юго-западной, самой пониженной части городища был проложен стратиграфический шурф, в котором в основном был обнаружен слои с керамикой IV—III вв до н. э.
В 2011 году около северо-западной части городища произведена траншея размером 6×2 м. Здесь были обнаружены слои IV—II вв до н.э, VII—VIII вв н. э.
Таким образом, последние исследования дополняют исторические этапы жизни городища. В результате чего выяснено четыре строительных этапа в развитии города: IV—III вв. до н. э., I—III вв. н. э., VII—VIII вв.н. э. и IX—XI вв.н.